# Eruguera argentada
L'eruguera argentada (Ceblepyris pectoralis) és una espècie d'ocell de la família dels campefàgids (Campephagidae).

## Hàbitat i distribució
Habita boscos i sabanes per gran part de l'Àfrica subsahariana.